# 2 Korpus Kawalerii (ZSRR)

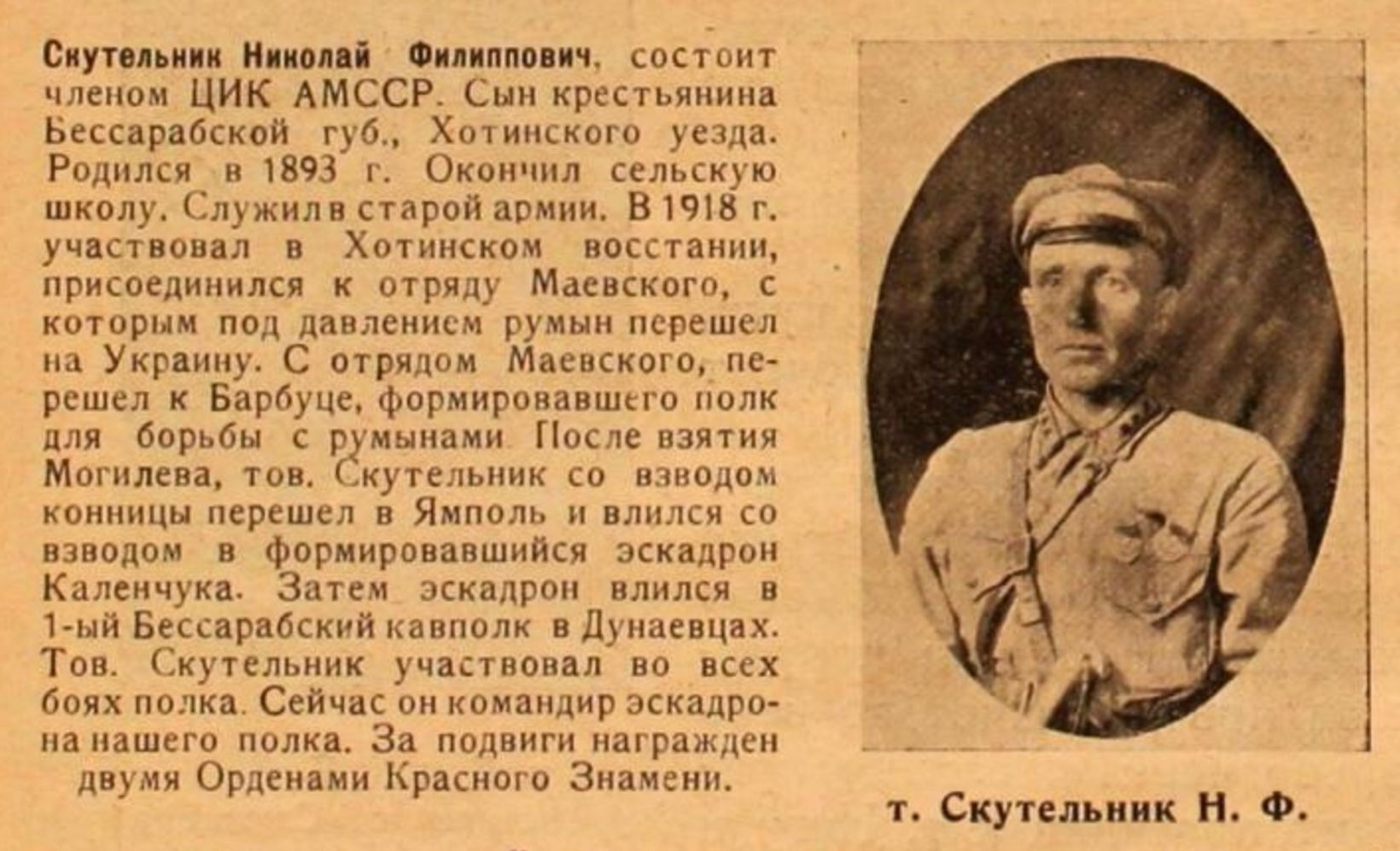
Nikołaj Skutelnik, kawalerzysta służący w 3 DKaw. 2 Korpusu Kawalerii, odznaczony dwukrotnie Orderem Czerwonego Sztandaru

2 Korpus Kawalerii (ros. 2-й кавалерийский корпус) – oddział kawalerii Armii Czerwonej. 
2 Korpus Kawalerii (2 KKaw.) sformowany został 22 czerwca 1922. Od 17 września 1939 wraz z wojskami III Rzeszy i Słowacji brał udział w kampanii wrześniowej w skład 6 Armii. W czasie ataku III Rzeszy na Związek Radziecki dowodzony był przez gen. mjra Pawła Biełowa i wchodził w skład 9 Armii. 
Rozkazem z 26 listopada 1941 2 KKaw. którego pełna nazwa brzmiała 2 Korpus Kawalerii im. Rady Komisarzy Ludowych Ukraińskiej SRR został przemianowany na 1 Gwardyjski Korpus Kawalerii.  
Ponowne sformowanie 2 Korpusu Kawalerii miało miejsce 23 grudnia 1941. W ofensywie na Charków 2 KKaw. poniósł bardzo duże straty, to zadecydowało o jego rozwiązaniu. Nastąpiło ono 15 lipca 1942.
21 stycznia 1942 sformowano jeszcze jeden korpus kawalerii o numerze 2, ale aby uniknąć pomyłek już po miesiącu został on przemianowany na 9 Korpus Kawalerii.

## Dowództwo korpusu
Dowódcy:
- kombrig Fiodor Kostienko (w czasie kampanii wrześniowej)[4],
- gen. mjr Paweł Biełow (14.03.1941 - 26.11.1941),
- gen. mjr Matwiej Usenko (23.12.1941 - 09.03.1942),
- płk Jurij Walc (02.02.1942 - 20.02.1942),
- płk Grigorij Kowalow (10.03.1942 - 27.05.1942†)
- płk Siergiej Szmuiło (28.05.1942 - 09.06.1942).

Szefowie sztabu:
- płk Paweł Kuroczkin[5],
- płk Jurij Walc[3].

## Struktura organizacyjna
Skład we wrześniu 1939:
- 3 Dywizja Kawalerii
- 5 Dywizja Kawalerii
- 14 Dywizja Kawalerii
- 24 Brygada Pancerna

Skład 22 czerwca 1941:
- 11 Dywizja Kawalerii
- 83 Dywizja Kawalerii

Skład po II sformowaniu:
- 62 Dywizja Kawalerii
- 64 Dywizja Kawalerii
- 70 Dywizja Kawalerii oraz 3 Oddzielny Wydział Łączności, 230 Oddział Pralniczy, 181 Kasa Polowa Banku Państwowego i 59 Wojskowa Stacja Pocztowa[3].